# Санкт-Петербургское шоссе (Тверь)
Петербу́ргское шоссе — шоссе в Твери, на территории Заволжского района. Въезд в город со стороны Санкт-Петербурга.
Начинается у Артиллерийского переулка (Петербургская, Ленинградская застава) как продолжение набережной Афанасия Никитина, идёт на запад через площадь Конституции, Горбатый мост до границы города в районе за мотелем «Тверь» (как городская улица — 5,2 км), после городской черты — ещё 1,3 км до конца Тверской объездной дороги, переходя в автодорогу Москва — Санкт-Петербург.
Петербургское шоссе важная городская магистраль, с интенсивным дорожным движением. Здесь проходят маршруты всех видов городского транспорта: трамвай (с 1931 года), троллейбус (с 1976 года), автобус, маршрутные такси. Является по существу единственной связью северо-западных районов города с центром.
Вдоль шоссе кроме жилых домов и магазинов расположены: ТЭЦ-2, Больница № 3, Тверской военный госпиталь, Владимирская церковь при бывшем лейб-драгунском полку (в советское время — клуб «Заря»), школы № 8 и № 21, ДК «Металлист», Управление Федерального казначейства по Тверской области, Больница № 7 (бывшая 1-я медсанчасть), Областная клиническая больница, спортбаза «Динамо», мотель «Тверь». Тверской вагоностроительный завод, Тверской домостроительный комбинат, Дом спорта «Юность», расположенные чуть в стороне, имеют адрес по Санкт-Петербургскому шоссе. За областной больницей по обе стороны шоссе — Комсомольская роща.

## История
Санкт-Петербурго-Московское шоссе построено в 1829 году, от Твери в сторону Торжка оно проложено по прямой линии, уходя немного севернее древней дороги в Новгород. В это время шоссе находилось за городской чертой, а выезд из города обозначался Санкт-Петербургской заставой, установленной в 1832 году и состоявшей из арки над проезжей частью и кордегардий по бокам. В конце 1840-х годов шоссе пересекла Николаевская железная дорога, построен Горбатый мост.
Начало Санкт-Петербургского шоссе включено в черту города в конце XIX века, в начале XX века — район Вагонного завода, в конце 1930-х годов — Комсомольская роща.
В начале XX века начальная часть шоссе была преобразована в 1-ю Владимирскую улицу (по названию полковой церкви Московского лейб-драгунского полка, казармы которого располагались в начале шоссе), в 1914 году шоссе переименовано в Петроградское, в 1924 году — в Ленинградское, в 1938 году 1-я Владимирская улица включена в состав Ленинградского шоссе. В 1991 году название шоссе изменено в связи с возвращением Ленинграду прежнего названия Санкт-Петербург. Кем изменено и в какой форме (Петербургское шоссе или Санкт-Петербургское шоссе), выяснить не удалось. На домах висят вывески Санкт-Петербургское шоссе, в справочниках — другой вариант (например, ). Почта России даёт такой вариант: Петербургское шоссе.